# Max Hahn
Max Hahn (ur. 30 kwietnia 1981 w Luksemburgu) – luksemburski polityk, inżynier i samorządowiec, deputowany, od 2023 minister.

## Życiorys
Z wykształcenia inżynier elektryk. Ukończył szkołę średnią o profilu technicznym, a następnie studia na Uniwersytecie Luksemburskim. Podjął pracę w biurze inżynierskim, od 2011 zajmował się szkoleniami w stołecznej straży pożarnej. Działacz Partii Demokratycznej. W 2005 został radnym miejskim w Dippach. W styczniu 2009 krótko był członkiem miejskiej egzekutywy (utracił tę funkcję na skutek powstania w radzie miejskiej nowej koalicji). W 2011 ponownie został członkiem władz wykonawczych tej miejscowości. W 2013 po raz pierwszy objął mandat posła do Izby Deputowanych. Utrzymywał go na kolejne kadencje w wyniku wyborów w 2018 i 2023.
W czerwcu 2023 dołączył do drugiego rządu Xaviera Bettela, zastępując w nim Corinne Cahen na stanowiskach ministra rodziny i integracji oraz ministra ds. Wielkiego Regionu. W listopadzie tego samego roku w nowo powołanym gabinecie Luca Friedena objął stanowisko ministra ds. rodziny, solidarności i wspólnoty.